# Petachja z Řezna

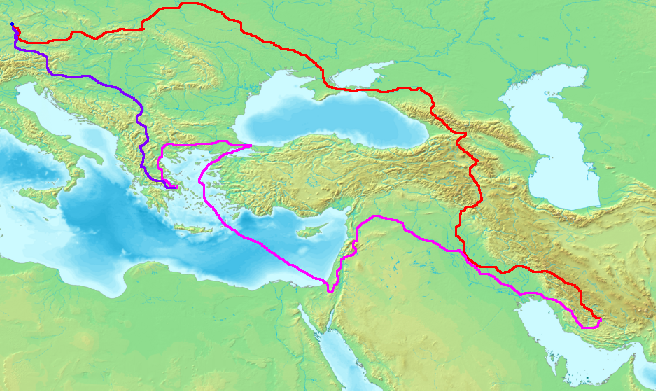
Mapa Petachjových cest

Petachja z Řezna (hebrejsky פתחיה מרגנסבורג) byl český rabín, cestovatel a spisovatel pozdního 12. a začátku 13. století. Narodil se v Řezně a ještě v mládí se přestěhoval do Prahy. Jeho bratr byl rabín, talmudický učenec a právník Jicchak ha-Lavan (Izák Bílý). Je známý svou cestou na Blízký východ a do východní Evropy. Tuto cestu zaznamenal v hebrejském cestopise. Dochovalo se šest rukopisů cestopisu, první tištěná verze vyšla v Praze roku 1695. Česky vyšel cestopis prvně roku 2002 v nakladatelství Argo, pod názvem Dva středověké hebrejské cestopisy (hebraistka Jiřina Šedinová, jež knihu editovala i přeložila, ho vydala spolu s cestopisem Benjamína z Tudely). Je možné, že dochovaný cestopis je zkrácenou verzí původního, delšího a nedochovaného. Petachja v knize popisuje Polsko, Podkarpatskou Rus, jižní Ukrajinu, Krym (tehdy ovládaný Janovany), Arménii, Řecko, Irák, Írán, Sýrii a další místa. Petachjovým učitelem byl Judah ben Samuel z Řezna. Předpokládá se, že byl i jeho společníkem na cestě na Blízký východ a někdy je dokonce považován za spoluautora cestopisu, neboť to byl patrně právě on, kdo psal cestovní poznámky, které později Petachja převedl do podoby cestopisu. Je možné, že význam části cesty byl i obchodní, a že Petachja takto vytvořil obchodní cestu z Mohuče do Kyjeva. Datace Petachjovy cesty je nejistá, předpokládá se, že z Prahy vyrazil mezi lety 1170 až 1180, v Jeruzalémě byl jistě před bitvou u Hattínu v roce 1187, neboť v době jeho návštěvy ho ještě ovládali křižáci (Jeruzalémské království). Autor se v cestopise věnuje i útlaku Židů, který pozoroval zejména v Řecku. Historicky cenná jsou jeho pozorování rané komunity Karaitů na Krymu a s tím související zmínky o Chazarech. Mimo své cestopisné dílo nebyl Petachja příliš literárně činný, napsal jen několik málo komentářů k Talmudu.